# IC 2733
IC 2733 је ознака објекта на координатама са ректансцензијом 11 h 20 m 24,0 s и деклинацијом + 13° 52" 10'. Открио га је Макс Волф, 27. марта 1906. Каснијим посматрањима на том положају није уочен никакав астрономски објекат.